# Hypocrea muroiana
Hypocrea muroiana är en svampart som beskrevs av I. Hino & Katum. 1958. Hypocrea muroiana ingår i släktet svampdynor och familjen Hypocreaceae.   Inga underarter finns listade i Catalogue of Life.